# 岳維增
岳維增（？年—？年），字方川，四川潼川府中江縣人，清朝政治人物。
由道光壬午科順天舉人推選順慶府教授，咸豐十年十月代辦岳池縣訓導。是一位政治人物，明清時曾在四川順慶府岳池縣（位於今四川東北部，武周萬歲通天二年分南充、相如二縣置，是一個千年古縣）擔任官吏。